# Beretta BU9 Nano
Le Beretta BU9 Nano est un pistolet automatique de défense à chargeur de 6 coups (un chargeur 8 coups est disponible en option, avec sabot externe support d'auriculaire), conçu pour les pays où le port d'armes est possible pour le simple citoyen. Son format réduit (23 mm de large pour 143 mm de long) et sa conception moderne avec carcasse en polymère en font une arme très prisée pour le port dissimulé. C'est l'arme la plus compacte chambrée dans le calibre 9 × 19 mm Parabellum. Son cousin, le Beretta Pico, encore plus compact est, lui, chambré en 9x17 mm, une munition moins puissante.

## Caractéristiques techniques

### Munitions
9 × 19 mm Parabellum. 

### Sécurité
Les concepteurs du Nano ont choisi un mécanisme à percuteur lancé que l'on retrouve aussi sur les armes produites par Glock, pour permettre un port chargé en toute sécurité.

### Crosse
La crosse a été choisie amovible en prévision de nouveaux modèles (en possibles nouveaux matériaux) améliorant la préhension de l'engin.